# Strand (Sudafrica)
Strand (spiaggia in afrikaans, 55 558 abitanti nel 2011) è una località balneare sudafricana affacciata sulla parte orientale della Falsa Baia e ai piedi dei monti di Hottentots Holland. Situata a circa 50 km a sud est di Città del Capo, di cui può essere considerata un sobborgo, Strand fa parte della municipalità metropolitana di Città del Capo nella provincia del Capo Occidentale.

## Storia
Strand fu fondata come località di villeggiatura e porto per la pesca nel 1714. Prima di essere conosciuta come Strand, la cittadina portava il nome di Mostert's Bay. Nel 1970, durante l'apartheid, la località venne classificata come per soli bianchi e pertanto tutti i neri, i meticci del Capo e gli asiatici che pure abitavano a Strand furono obbligati ad andare via con la forza. Tra queste comunità vi era anche quella dei malesi del Capo, la cui moschea è tuttora in piedi.

## Società
Strand conta più di 55 558 residenti, principalmente appartenenti alla comunità meticcia del Capo (51,09%). I bianchi rappresentano invece il 34,21% degli abitanti (ma l'83,92% se si considerando Strand nei suoi limiti più stretti) e i neri, gruppo etnico maggioritario in Sudafrica, il 11,56%.
L'afrikaans è la lingua madre del 77,22% degli abitanti e l'inglese del 14,27%.